# Say So
Say So ist ein Lied der US-amerikanischen Rapperin und Sängerin Doja Cat aus dem Jahr 2019.

## Entstehung und Veröffentlichung
Das Lied wurde von der Interpretin selbst zusammen mit Lydia Asrat, Lukasz Gottwald (Dr. Luke) und David Sprecher geschrieben beziehungsweise komponiert. Dr. Luke zeichnete zudem, unter dem Pseudonym Tyson Trax, für die Produktion verantwortlich.
Die Erstveröffentlichung von Say So erfolgte am 7. November 2019 als Teil von Hot Pink, dem zweiten Studioalbum von Doja Cat, bei Kemosabe Records und RCA Records. Ende 2019 erlangte das Lied durch eine Tanz-Challenge auf TikTok erstmals größere Bekanntheit und gewann Anfang 2020 zunehmend an Popularität. Haley Sharpe, die den Tanz hierzu erfunden hat, erschien später im Musikvideo zu dem Lied.
Im Januar 2020 wurden zwei offizielle Remix-Versionen von Say So als Einzeltrack-Singles veröffentlicht, die beiden Remixe sind dem Genre House zuzuordnen und stammen von den britischen DJs Jax Jones und Friend Within. Am 3. April erschien ein weiterer Remix von Snakehips. Am 1. Mai 2020 erschien ein Remix mit der trinidadischen Rapperin und Sängerin Nicki Minaj, der dem Lied in der Folge zu weiterer Popularität verhalf.
Das offizielle Musikvideo erschien am 27. Februar 2020 unter der Regie von Hannah Lux Davis.

## Inhalt
In dem Lied möchte Doja Cat, dass ihr Freund ihr seine Liebe gesteht. Sie ermutigt ihn, nicht so schüchtern zu sein.

## Kommerzieller Erfolg
Say So war ein internationaler Charterfolg und konnte sich in über 20 Ländern in den Top 10 der Charts positionieren. Das Lied platzierte sich zudem 46 Wochen lang in den Billboard Global 200, welche die globalen Musikverkäufe widerspiegeln. Die Spitzenplatzierung in den Global 200 erreichte das Lied am 19. September 2020 mit Platz 50.
In den Vereinigten Staaten stieg Say So in der Woche des 18. Januar 2020 auf Rang 95 in die Billboard Hot 100 ein und wurde somit zu Doja Cats drittem Lied, das sich in den US-Charts platzieren konnte. In den folgenden Wochen kletterte das Lied in den Charts. Nachdem Ende Februar das Musikvideo zu Say So veröffentlicht worden war, rangierte das Lied am 7. März, acht Wochen nach Charteintritt, auf Platz 33. Am 4. April erreichte es dann den neunten Platz der Hot 100 und avancierte damit zu Doja Cat's erstem Top-10-Hit. Nachdem am 1. Mai ein Remix mit Nicki Minaj veröffentlicht wurde, kletterte Say So am 16. Mai 2020 auf den ersten Platz der US-Charts. Das Lied ist der erste Nummer-eins-Hit für beide Künstlerinnen. Insgesamt hielt es sich 38 Wochen lang in den Billboard Hot 100. Zudem verbrachte es sechs Wochen an der Chartspitze der Billboard Mainstream Top 40 und erreichte auch die Chartspitze der Hot R&B/Hip-Hop Songs.
In Großbritannien stieg Say So in der Woche des 3. Januar 2020 auf Platz 83 ein und kletterte in den folgenden Wochen, bis es im März 2020 die Top 10 erreichte. Nach der Veröffentlichung des Remixes mit Nicki Minaj erreichte das Lied im Mai 2020 mit dem zweiten Platz die Höchstposition. Insgesamt war Say So 37 Wochen in den britischen Singlecharts vertreten.
In Deutschland stieg das Lied am 6. März 2020 auf Platz 81 in die Singlecharts ein und erreichte seine beste Platzierung am 15. Mai 2020 mit Platz 33. In Österreich stieg das Lied am 13. April 2020 auf Rang 61 ein und erreichte am 15. Mai die höchste Platzierung mit Rang 21. Auch in der Schweiz erreichte Say So die Charts, es stieg am 23. Februar 2020 auf Platz 87 ein und verzeichnete am 10. Mai mit Platz 15 seine Höchstplatzierung.

### Chartplatzierungen
| ChartsChartplatzierungen       | Höchstplatzierung | Wochen |
| ------------------------------ | ----------------- | ------ |
| Deutschland (GfK)              | 33 (19 Wo.)       | 19     |
| Österreich (Ö3)                | 21 (17 Wo.)       | 17     |
| Schweiz (IFPI)                 | 15 (23 Wo.)       | 23     |
| Vereinigte Staaten (Billboard) | 1 (38 Wo.)        | 38     |
| Vereinigtes Königreich (OCC)   | 2 (37 Wo.)        | 37     |

| ChartsJahrescharts (2020)      | Platzierung |
| ------------------------------ | ----------- |
| Schweiz (IFPI)                 | 56          |
| Vereinigte Staaten (Billboard) | 11          |
| Vereinigtes Königreich (OCC)   | 13          |

### Auszeichnungen für Musikverkäufe
| Land/Region                  | Auszeichnungen für Musikverkäufe (Land/Region, Auszeichnung, Verkäufe) | Verkäufe   |
| ---------------------------- | ---------------------------------------------------------------------- | ---------- |
| Australien (ARIA)            | 8× Platin                                                              | 560.000    |
| Belgien (BRMA)               | Platin                                                                 | 40.000     |
| Brasilien (PMB)              | 3× Diamant                                                             | 480.000    |
| Dänemark (IFPI)              | Platin                                                                 | 90.000     |
| Deutschland (BVMI)           | Gold                                                                   | 200.000    |
| Frankreich (SNEP)            | Diamant                                                                | 333.333    |
| Italien (FIMI)               | Platin                                                                 | 70.000     |
| Kanada (MC)                  | 4× Platin                                                              | 320.000    |
| Mexiko (AMPROFON)            | Diamant                                                                | 300.000    |
| Neuseeland (RMNZ)            | 4× Platin                                                              | 120.000    |
| Norwegen (IFPI)              | Platin                                                                 | 60.000     |
| Österreich (IFPI)            | Platin                                                                 | 30.000     |
| Polen (ZPAV)                 | 3× Platin                                                              | 60.000     |
| Portugal (AFP)               | Platin                                                                 | 10.000     |
| Schweden (IFPI)              | Platin                                                                 | 80.000     |
| Schweiz (IFPI)               | Platin                                                                 | 20.000     |
| Spanien (Promusicae)         | Platin                                                                 | 60.000     |
| Vereinigte Staaten (RIAA)    | 7× Platin                                                              | 7.000.000  |
| Vereinigtes Königreich (BPI) | 2× Platin                                                              | 1.200.000  |
| Insgesamt                    | 1× Gold · 37× Platin · 5× Diamant ·                                    | 11.033.333 |

Hauptartikel: Doja Cat/Auszeichnungen für Musikverkäufe